# 第95回アカデミー賞
第95回アカデミー賞は、映画芸術科学アカデミー（AMPAS）が主催する賞であり、2022年の映画を対象とし、2023年3月12日にカリフォルニア州ロサンゼルス市ハリウッドのドルビー・シアターで午後5時（PDT）より授賞式が行われた。プロデューサーはグレン・ウェイスとリッキー・カーシュナー、ウェイスはディレクターも担当し、コメディ俳優のジミー・キンメルが第89回、第90回に続き3度目の授賞式司会を務めた。
『エブリシング・エブリウェア・オール・アット・ワンス』は作品賞、監督賞、主演女優賞、助演男優賞、助演女優賞を含む最多の7部門を受賞し、その他、『西部戦線異状なし』は国際長編映画賞を含む4部門、『ザ・ホエール』が主演男優賞を含む2部門を受賞した。7部門以上の受賞作品が現れたのは第86回の『ゼロ・グラビティ』以来、作品賞を受賞した映画を含めると第81回の『スラムドッグ$ミリオネア』以来となった。
演技部門のうち3部門を同じ映画が独占したのは『欲望という名の電車』、『ネットワーク』以来で、作品賞を受賞したのは『エブリシング・エブリウェア・オール・アット・ワンス』が史上初となる。

## 日程
| 日付          | イベント                 |
| ------------- | ------------------------ |
| 2023年1月24日 | 候補発表                 |
| 2023年2月13日 | ノミニーズ・ランチョン   |
| 2023年3月2日  | 最終投票開始             |
| 2023年3月7日  | 最終投票終了             |
| 2023年3月12日 | 第95回アカデミー賞授賞式 |

## 受賞とノミネート
第95回アカデミー賞のノミネートは2023年1月24日5時30分PST（13時30分UTC、22時30分JST）にサミュエル・ゴールドウィン・シアターにてリズ・アーメッドとアリソン・ウィリアムズが発表し、ABCの「グッド・モーニング・アメリカ」とストリーミング配信で生放送・生配信が行われた。
作品賞では『アバター:ウェイ・オブ・ウォーター』と『トップガン マーヴェリック』がノミネートされ、同部門で2つの続編がノミネートしたのは初めてであり、全世界で10億ドル以上の興行収入をあげた2作品が同時にノミネートされたのも初めてだった。 『西部戦線異状なし』は9部門でノミネートされ、非英語映画では『グリーン・デスティニー』と『ROMA/ローマ』に次ぐものであった。『The Quiet Girl』はアイルランドからの応募作品で初めて国際長編映画賞にノミネートされることになった。
主演男優賞の5人全員を含めて4つの演技部門で16人の初ノミネートがあり、史上最多の初ノミネートを記録した。主演女優賞を受賞したミシェル・ヨーは、同部門でノミネート・受賞をした初のアジア人となった。また、主演女優賞のミシェル・ヨー、助演男優賞のキー・ホイ・クァン、助演女優賞のホン・チャウとステファニー・スーとアジア系の俳優が演技部門でノミネートされたのが過去最多の4人となった。『ブラックパンサー/ワカンダ・フォーエバー』で助演女優賞にノミネートされたアンジェラ・バセットはマーベル・コミックを原作とした映画への出演で演技部門にノミネートされた最初の人物となった。『フェイブルマンズ』で助演男優賞にノミネートされたジャド・ハーシュは、『普通の人々』以来42年ぶりのノミネートとなり、最も間隔が開いた俳優となり、同映画で作曲を担当したジョン・ウィリアムズは53回目、90歳でのノミネートとなり、アカデミー賞史上最高齢のノミネートとなった。 『無垢の瞳』で短編映画賞にノミネートされたアルフォンソ・キュアロンはケネス・ブラナーにつづく2人目の7部門でノミネートされた人物となり、同作品はDisney+の作品として同部門に初めてノミネートされた作品となった。
スタジオ別の受賞数では『エブリシング・エブリウェア・オール・アット・ワンス』と『ザ・ホエール』の配給を手がけたA24は9部門で受賞し、同じスタジオで作品賞、監督賞、主演男優賞、主演女優賞、助演男優賞、助演女優賞と主要部門を独占したのは史上初となった。
受賞者は各項目最上段に太字でダブルダガー () 付きのものである。
| 作品賞 - 『エブリシング・エブリウェア・オール・アット・ワンス』 - ダニエル・クワン、ダニエル・シャイナート、ジョナサン・ワン - 『西部戦線異状なし』 - マルテ・グルナート - 『アバター:ウェイ・オブ・ウォーター』 - ジェームズ・キャメロン、ジョン・ランドー - 『イニシェリン島の精霊』 - グレアム・ブロードベント、ピート・チャーニン、マーティン・マクドナー - 『エルヴィス』 - バズ・ラーマン、キャサリン・マーティン、ゲイル・バーマン、パトリック・マコーミック、スカイラー・ワイス - 『フェイブルマンズ』 - クリスティ・マコスコ・クリーガー、スティーヴン・スピルバーグ、トニー・クシュナー - 『TAR/ター』 - トッド・フィールド、アレクサンドラ・ミルチャン、スコット・ランバート - 『トップガン マーヴェリック』 - トム・クルーズ、クリストファー・マッカリー、デヴィッド・エリソン、ジェリー・ブラッカイマー - 『逆転のトライアングル』 - エリク・ヘンメンドルフ、フィリップ・ボベール - 『ウーマン・トーキング 私たちの選択』 - デデ・ガードナー、ジェレミー・クライナー、フランシス・マクドーマンド | 監督賞 - ダニエル・クワン、ダニエル・シャイナート - 『エブリシング・エブリウェア・オール・アット・ワンス』 - マーティン・マクドナー - 『イニシェリン島の精霊』 - スティーヴン・スピルバーグ - 『フェイブルマンズ』 - トッド・フィールド - 『TAR/ター』 - リューベン・オストルンド - 『逆転のトライアングル』 |
| 主演男優賞 - ブレンダン・フレイザー - 『ザ・ホエール』 : チャーリー役 - オースティン・バトラー - 『エルヴィス』 : エルヴィス・プレスリー役 - コリン・ファレル - 『イニシェリン島の精霊』 : パードリック・スィルヤバイン役 - ポール・メスカル - 『aftersun/アフターサン』 : カルム・パターソン役 - ビル・ナイ - 『生きる LIVING』 : ミスター・ウィリアムズ役 | 主演女優賞 - ミシェル・ヨー - 『エブリシング・エブリウェア・オール・アット・ワンス』 : エヴリン・ワン役 - ケイト・ブランシェット - 『TAR/ター』 : リディア・ター役 - アナ・デ・アルマス - 『ブロンド』 : ノーマ・ジーン・モーテンセン/マリリン・モンロー役 - アンドレア・ライズボロー - 『To Leslie トゥ・レスリー』 : レスリー・ローランズ役 - ミシェル・ウィリアムズ - 『フェイブルマンズ』 : ミッツ・シールド=フェイブルマン役 |
| 助演男優賞 - キー・ホイ・クァン - 『エブリシング・エブリウェア・オール・アット・ワンス』 : ウェイモンド・ワン役 - ブレンダン・グリーソン - 『イニシェリン島の精霊』 : コルム・ドハティ役 - ブライアン・タイリー・ヘンリー - 『その道の向こうに』 : ジェームズ・オーコイン役 - ジャド・ハーシュ - 『フェイブルマンズ』 : ボリス・シルドクラウト役 - バリー・コーガン - 『イニシェリン島の精霊』 : ドミニク・カーニー役 | 助演女優賞 - ジェイミー・リー・カーティス - 『エブリシング・エブリウェア・オール・アット・ワンス』 : ディアドレ・ボーバードレ役 - アンジェラ・バセット - 『ブラックパンサー/ワカンダ・フォーエバー』 : ラモンダ役 - ホン・チャウ - 『ザ・ホエール』 : リズ役 - ケリー・コンドン - 『イニシェリン島の精霊』 : シボーン・スィーリアバイン役 - ステファニー・スー - 『エブリシング・エブリウェア・オール・アット・ワンス』 : ジョイ・ワン/ジョブ・トゥパキ役 |
| 脚本賞 - 『エブリシング・エブリウェア・オール・アット・ワンス』 - ダニエル・クワン、ダニエル・シャイナート - 『イニシェリン島の精霊』 - マーティン・マクドナー - 『フェイブルマンズ』 - スティーヴン・スピルバーグ、トニー・クシュナー - 『TAR/ター』 - トッド・フィールド - 『逆転のトライアングル』 - リューベン・オストルンド | 脚色賞 - 『ウーマン・トーキング 私たちの選択』 - サラ・ポーリー : ミリアム・トウズの小説『ウーマン・トーキング』より - 『西部戦線異状なし』 - エドワード・ベルガー : エーリヒ・マリア・レマルクの小説『西部戦線異状なし』より - 『ナイブズ・アウト: グラス・オニオン』 - ライアン・ジョンソン : ライアン・ジョンソンのキャラクター創造と映画『ナイブズ・アウト/名探偵と刃の館の秘密』より - 『生きる LIVING』 - カズオ・イシグロ : 黒澤明、橋本忍、小国英雄によるオリジナル映画脚本『生きる』より - 『トップガン マーヴェリック』 - アーレン・クルーガー、エリック・ウォーレン・シンガー、クリストファー・マッカリー : ジム・キャッシュ、ジャック・エップス・ジュニアによる映画脚本『トップガン』より |
| 長編アニメ映画賞 - 『ギレルモ・デル・トロのピノッキオ』 - ギレルモ・デル・トロ、マーク・グスタフソン、ゲイリー・アンガー、アレクサンダー・バークレー - 『マルセル 靴をはいた小さな貝』 - ディーン・フライシャー・キャンプ、エリザベス・ホルム、アンドリュー・ゴールドマン、キャロライン・カプラン、ポール・メゼイ - 『長ぐつをはいたネコと9つの命』 - ジョエル・クローフォード、マーク・スウィフト - 『ジェイコブと海の怪物』 - クリス・ウィリアムズ、ジェド・シュランガー - 『私ときどきレッサーパンダ』 - ドミー・シー、リンジー・コリンズ | 国際長編映画賞 - 『西部戦線異状なし』 ( ドイツ)、ドイツ語、フランス語 - エドワード・ベルガー監督 - 『アルゼンチン1985 〜歴史を変えた裁判〜』 ( アルゼンチン)、スペイン語 - サンティアゴ・ミトレ監督 - 『CLOSE/クロース』 ( ベルギー)、フランス語、オランダ語 - ルーカス・ドン監督 - 『EO イーオー』 ( ポーランド)、ポーランド語、イタリア語、英語、フランス語 - イエジー・スコリモフスキ監督 - 『コット、はじまりの夏』 ( アイルランド)、アイルランド語 - コルム・バイレッド監督 |
| 長編ドキュメンタリー映画賞 - 『ナワリヌイ』 - ダニエル・ロアー、オデッサ・レイ、ダイアン・ベッカー、メラニー・ミラー、シェーン・ボリス - 『All That Breathes 』 - シャウナック・セン、アマン・マン、テディ・ライファー - 『美と殺戮のすべて』 - ローラ・ポイトラス、ハワード・ジェルトレル、ジョン・ライアンズ、ナン・ゴールディン、ヨニ・ゴリホフ - 『ファイアー・オブ・ラブ 火山に人生を捧げた夫婦』 - サラ・ドサ、シェーン・ボリス、アイナ・フィッチマン - 『A House Made of Splinters』 - サイモン・レレン・ウィルモント、モニカ・ヘルストレーム | 短編ドキュメンタリー映画賞 - 『エレファント・ウィスパラー: 聖なる象との絆』 - カルティキ・ゴンサルヴェス、グニート・モーンガー - 『Haulout』 - エフゲニア・アルブガエヴァ、マクシム・アルブガエフ - 『How Do You Measure a Year?』 - ジェイ・ローゼンブラット - 『マーサ・ミッチェル -誰も信じなかった告発-』 - アン・アルベルグ、ベス・レヴィゾン - 『Stranger at the Gate』 - ジョシュア・セフテル、コナル・ジョーンズ |
| 短編映画賞 - 『An Irish Goodbye』 - トム・バークレー、ロス・ホワイト - 『Ivalu』 - アンダース・ウォルター、レベッカ・プルザン - 『無垢の瞳』 - アリーチェ・ロルヴァケル、アルフォンソ・キュアロン - 『真冬のトラム運転手』 - エイリク・トヴェイテン、ゴーテ・リド・ラーセン - 『The Red Suitcase』 - サイラス・ネシュヴァド | 短編アニメ映画賞 - 『ぼく モグラ キツネ 馬』 - チャーリー・マケシ、マシュー・フロイト - 『The Flying Sailor』 - ウェンディ・ティルビー、アマンダ・フォービス - 『Ice Merchants』 - ジョアン・ゴンザレス、ブルーノ・カエターノ - 『My Year of Dicks』 - サラ・グンナルスドッティル、パメラ・リボン - 『An Ostrich Told Me the World Is Fake and I Think I Believe It』 - ラックラン・ペンドラゴン |
| 作曲賞 - 『西部戦線異状なし』 - フォルカー・バーテルマン - 『バビロン』 - ジャスティン・ハーウィッツ - 『イニシェリン島の精霊』 - カーター・バーウェル - 『エブリシング・エブリウェア・オール・アット・ワンス』 - サン・ラックス - 『フェイブルマンズ』 - ジョン・ウィリアムズ | 歌曲賞 - 「Naatu Naatu」 - 『RRR』 - 作詞: チャンドラボース、作曲: M・M・キーラヴァーニ - 「Applause」 - 『私たちの声』 - 作詞・作曲: ダイアン・ウォーレン - 「Hold My Hand」 - 『トップガン マーヴェリック』 - 作詞・作曲: レディー・ガガ、BloodPop - 「Lift Me Up」 - 『ブラックパンサー/ワカンダ・フォーエバー』 - 作詞: Tems、ライアン・クーグラー、作曲: Tems、リアーナ、ライアン・クーグラー、ルドウィグ・ゴランソン - 「This Is a Life」 - 『エブリシング・エブリウェア・オール・アット・ワンス』 - 作詞: ライアン・ロット、デヴィッド・バーン、作曲: ライアン・ロット、デヴィッド・バーン、Mitski                                                                                             |
| 音響賞 - 『トップガン マーヴェリック』 - マーク・ウェインガーテン、ジェームズ・H・マザー、アル・ネルソン、クリス・バードン、マーク・テイラー - 『西部戦線異状なし』 - ヴィクトル・プラシル、フランク・クルーゼ、マーカス・シュテムラー、ラース・ギンツェル、ステファン・コルテ - 『アバター:ウェイ・オブ・ウォーター』 - ジュリアン・ハワース、グウェンドリン・イェーツ・ホイットル、ディック・バーンスタイン、クリストファー・ボイズ、ゲイリー・サマーズ、マイケル・ヘッジス - 『THE BATMAN-ザ・バットマン-』 - スチュアート・ウィルソン、ウィリアム・ファイルズ、ダグラス・マレー、アンディ・ネルソン - 『エルヴィス』 - デヴィッド・リー、ウェイン・パッシュリー、アンディ・ネルソン、マイケル・ケラー | 美術賞 - 『西部戦線異状なし』 - プロダクション・デザイン: クリスチャン・M・ゴールドベック、セット・デコレーション: アーネスティン・ヒッパー - 『アバター:ウェイ・オブ・ウォーター』 - プロダクション・デザイン: ディラン・コール、ベン・プロクター、セット・デコレーション: ヴァネッサ・コール - 『バビロン』 - プロダクション・デザイン: フロレンシア・マーティン、セット・デコレーション: アンソニー・カーリーノ - 『エルヴィス』 - プロダクション・デザイン: キャサリン・マーティン、カレン・マーフィー、セット・デコレーション: ビヴァリー・ダン - 『フェイブルマンズ』 - プロダクション・デザイン: リック・カーター、セット・デコレーション: カレン・A・オハラ                                   |
| 撮影賞 - 『西部戦線異状なし』 - ジェームス・フレンド - 『バルド、偽りの記録と一握りの真実』 - ダリウス・コンジ - 『エルヴィス』 - マンディ・ウォーカー - 『エンパイア・オブ・ライト』 - ロジャー・ディーキンス - 『TAR/ター』 - フロリアン・ホーフマイスター | メイクアップ&ヘアスタイリング賞 - 『ザ・ホエール』 - アドリアン・モロー、ジュディー・チン、アン・マリー・ブラッドリー - 『西部戦線異状なし』 - ハイケ・メルカー、リンダ・アイゼンハメロヴァー - 『THE BATMAN-ザ・バットマン-』 - ナオミ・ドネ、マイク・マリーノ、マイケル・フォンテイン - 『ブラックパンサー/ワカンダ・フォーエバー』 - カミール・フレンド、ジョエル・ハーロウ - 『エルヴィス』 - マーク・クーリエ、ジェイソン・ベアード、アルド・シニョレッティ |
| 衣装デザイン賞 - 『ブラックパンサー/ワカンダ・フォーエバー』 - ルース・E・カーター - 『バビロン』 - メアリー・ゾフレス - 『エルヴィス』 - キャサリン・マーティン - 『エブリシング・エブリウェア・オール・アット・ワンス』 - シャーリー・クラタ - 『ミセス・ハリス、パリへ行く』 - ジェニー・ビーヴァン | 編集賞 - 『エブリシング・エブリウェア・オール・アット・ワンス』 - ポール・ロジャース - 『イニシェリン島の精霊』 - ミッケル・E・G・ニルソン - 『エルヴィス』 - マット・ヴィラ、ジョナサン・レドモンド - 『TAR/ター』 - モニカ・ヴィッリ - 『トップガン マーヴェリック』 - エディ・ハミルトン |
| 視覚効果賞 - 『アバター:ウェイ・オブ・ウォーター』 - ジョー・レッテリ、リチャード・バネハム、エリック・セインドン、ダニエル・バレット - 『西部戦線異状なし』 - フランク・ペッツォルト、ヴィクトール・ミュラー、マルクス・フランク、カミル・ジャファル - 『THE BATMAN-ザ・バットマン-』 - ダン・レモン、ラッセル・アール、アンダース・ラングランズ、ドミニク・タオイー - 『ブラックパンサー/ワカンダ・フォーエバー』 - ジェフリー・バウマン、クレイグ・ハマック、R・クリストファー・ホワイト、ダン・サディック - 『トップガン マーヴェリック』 - ライアン・タドぺ、セス・ヒル、ブライアン・リッツォン、スコット・R・フィッシャー | |

### 複数の部門での受賞・ノミネート作品
| ノミネート数 | 作品                                                   |
| ------------ | ------------------------------------------------------ |
| 11           | 『エブリシング・エブリウェア・オール・アット・ワンス』 |
| 9            | 『西部戦線異状なし』                                   |
| 9            | 『イニシェリン島の精霊』                               |
| 8            | 『エルヴィス』                                         |
| 7            | 『フェイブルマンズ』                                   |
| 6            | 『TAR/ター』                                           |
| 6            | 『トップガン マーヴェリック』                          |
| 5            | 『ブラックパンサー/ワカンダ・フォーエバー』            |
| 4            | 『アバター:ウェイ・オブ・ウォーター』                  |
| 3            | 『バビロン』                                           |
| 3            | 『THE BATMAN-ザ・バットマン-』                         |
| 3            | 『逆転のトライアングル』                               |
| 3            | 『ザ・ホエール』                                       |
| 2            | 『生きる LIVING』                                      |
| 2            | 『ウーマン・トーキング 私たちの選択』                  |

| 受賞数 | 作品                                                   |
| ------ | ------------------------------------------------------ |
| 7      | 『エブリシング・エブリウェア・オール・アット・ワンス』 |
| 4      | 『西部戦線異状なし』                                   |
| 2      | 『ザ・ホエール』                                       |

## ガヴァナーズ賞
アカデミーは2022年6月21日、第13回ガヴァナーズ賞授賞式で授与される名誉賞等を発表した。
アカデミー名誉賞
- ユーザン・パルシー
- ダイアン・ウォーレン
- ピーター・ウィアー

ジーン・ハーショルト友愛賞
- マイケル・J・フォックス

## 授賞式
2023年2月11日、制作チームの発表が行われ、共同製作者としてロブ・ペイン、プロデューサーとしてサラ・レヴィン・ホール、ラジ・カプール、エリン・アーウィン、ジェニファー・シャロンが参加し、第92回以来に音楽監督としてリッキー・マイナー、タレントプロデューサーとしてターリン・ハード、作家としてデイブ・ブーン、ネフェタリ・スペンサー、アガーテ・パナレットス、照明デザイナーとしてロバート・ディキンソンが復帰することが発表された。
歌曲賞のパフォーマンスでは『エブリシング・エブリウェア・オール・アット・ワンス』の「This Is a Life」ではMitskiは授賞式には出席せず、代わりにステファニー・スーがデヴィッド・バーンとともに披露し、『RRR』の「Naatu Naatu」では主演のN・T・ラーマ・ラオ・ジュニアとラーム・チャランはリハーサル時間がなかったため授賞式には出席せず、歌手のカーラ・バイラヴァとラーフル・シプリガンジが務め、ロサンゼルス在住のダンサーがこの曲の振り付けを披露し、『トップガン マーヴェリック』の「Hold My Hand」ではレディー・ガガが『ジョーカー』の続編である『ジョーカー:フォリ・ア・ドゥ』の撮影に専念するため、当初は授賞式に出席する予定ではなかったが、直前になって披露すると報じられ、会場で披露した。また、ディズニーの実写版リメイク『リトル・マーメイド』の最新予告が放送中に公開され、主演のハリー・ベイリーとメリッサ・マッカーシーがプレゼンターとして登場して映画を宣伝し、モーガン・フリーマンとマーゴット・ロビーはワーナー・ブラザースの100周年トリビュート企画の紹介をした。『リトル・マーメイド』の予告編とワーナー・ブラザースのトリビュートはいずれもABCの広告として放映され、ドルビー・シアターや海外での放送では上映・放映されなかった。
ウクライナのウォロディミル・ゼレンスキー大統領はロシアのウクライナ侵攻に対する認識を高めるため、式典にリモート出演することを要求したと伝えられたが、映画芸術科学アカデミーはその要求を断った。グレン・クローズは当初プレゼンターとして出席することが発表されていたが、新型コロナウイルス感染症の陽性反応があったため欠席した。
今回の会場では第33回から使用されていたレッドカーペットに関する問題を映画芸術科学アカデミーCEOのビル・クレイマーが指摘したため色が初めて変更され、日差しを遮るように設計されたシエナ色のカーテンとは対照的なシャンパン色のカーペットとなった。

### プレゼンターとパフォーマー
以下の人々がプレゼンターを行い、パフォーマンスを披露した。
| 名前                                                  | 役割                                                 |
| ----------------------------------------------------- | ---------------------------------------------------- |
| シルヴィア・ビラグラン                                | アナウンス担当                                       |
| エミリー・ブラント ドウェイン・ジョンソン             | 長編アニメ映画賞のプレゼンター                       |
| アリアナ・デボーズ トロイ・コッツァー                 | 助演男優賞と助演女優賞のプレゼンター                 |
| カーラ・デルヴィーニュ                                | 「Applause」のパフォーマンス紹介                     |
| リズ・アーメッド アミール・"クエストラブ"・トンプソン | 長編ドキュメンタリー映画賞と短編映画賞のプレゼンター |
| ハリー・ベイリー メリッサ・マッカーシー               | 『リトル・マーメイド』の紹介                         |
| マイケル・B・ジョーダン ジョナサン・メジャース        | 撮影賞のプレゼンター                                 |
| ドニー・イェン                                        | 「This Is a Life」のパフォーマンス紹介               |
| ジェニファー・コネリー サミュエル・L・ジャクソン      | メイクアップ&ヘアスタイリング賞のプレゼンター        |
| モーガン・フリーマン マーゴット・ロビー               | ワーナー・ブラザース100周年トリビュートの紹介        |
| ポール・ダノ ジュリア・ルイス＝ドレイファス           | 衣装デザイン賞のプレゼンター                         |
| ディーピカー・パードゥコーン                          | 「Naatu Naatu」のパフォーマンス紹介                  |
| エヴァ・ロンゴリア ジャネット・ヤン                   | アカデミー映画博物館の紹介                           |
| ヒュー・グラント アンディ・マクダウェル               | 美術賞のプレゼンター                                 |
| ジョン・チョー ミンディ・カリング                     | 作曲賞のプレゼンター                                 |
| エリザベス・バンクス                                  | 視覚効果賞のプレゼンター                             |
| ダナイ・グリラ                                        | 「Lift Me Up」のパフォーマンス紹介                   |
| アンドリュー・ガーフィールド フローレンス・ピュー     | 脚本賞と脚色賞のプレゼンター                         |
| ケイト・ハドソン ジャネール・モネイ                   | 音響賞と歌曲賞のプレゼンター                         |
| ジョン・トラボルタ                                    | イン・メモリアムのプレゼンター                       |
| ゾーイ・サルダナ シガニー・ウィーバー                 | 編集賞のプレゼンター                                 |
| イドリス・エルバ ニコール・キッドマン                 | 監督賞のプレゼンター                                 |
| ハリー・ベリー ジェシカ・チャステイン                 | 主演男優賞と主演女優賞のプレゼンター                 |
| ハリソン・フォード                                    | 作品賞のプレゼンター                                 |

| 名前                                                 | 役割         | 内容                                                                        |
| ---------------------------------------------------- | ------------ | --------------------------------------------------------------------------- |
| リッキー・マイナー                                   | 音楽監督     | オーケストラ                                                                |
| ソフィア・カーソン ダイアン・ウォーレン              | パフォーマー | 「Applause」 - 『私たちの声』                                               |
| デヴィッド・バーン ステファニー・スー サン・ラックス | パフォーマー | 「This Is a Life」 - 『エブリシング・エブリウェア・オール・アット・ワンス』 |
| カーラ・バイラヴァ ラーフル・シプリガンジ            | パフォーマー | 「Naatu Naatu」 - 『RRR』                                                   |
| レディー・ガガ                                       | パフォーマー | 「Hold My Hand」 - 『トップガン マーヴェリック』                            |
| リアーナ                                             | パフォーマー | 「Lift Me Up」 - 『ブラックパンサー/ワカンダ・フォーエバー』                |
| レニー・クラヴィッツ                                 | パフォーマー | イン・メモリアムにて「Calling All Angels」の演奏                            |

### イン・メモリアム
- オリビア・ニュートン＝ジョン - 歌手・女優
- ジョン・コーティ（英語版） - 映画監督・プロデューサー
- メイ・ラウス（英語版） - 衣装デザイナー
- ルイーズ・フレッチャー - 女優
- ジョン・ザリツキー（英語版） - 撮影監督
- アルバート・バーナー（英語版） - 美術デザイナー
- イレーネ・パパス - 女優
- ミッチェル・ゴールドマン - エグゼクティブ
- ボブ・ラフェルソン - 映画監督・脚本・プロデューサー
- アルバート・サイキ - デザイン・エンジニア
- イアン・ウィテカー（英語版） - 舞台装飾家
- ロビー・コルトレーン - 俳優
- カースティ・アレイ - 女優
- レイ・リオッタ - 俳優
- ビッキー・エギア - パブリシティ エグゼクティブ
- アンジェロ・バダラメンティ - 作曲家
- グレッグ・ジーン（英語版） - 視覚効果アーティスト・モデルメーカー
- ニール・ヒメネス（英語版） - 脚本家・映画監督
- マイク・ヒル - フィルム編集技師
- トム・ラディ - プロデューサー・テルライド映画祭共同創設者
- マリーナ・ゴルドフスカヤ（英語版） - 映画監督・撮影監督・教師
- クリストファー・タッカー（英語版） - 特殊効果メイクアップアーティスト
- アイリーン・キャラ - 女優・シンガー・ソングライター
- グレゴリー・アレン・ハワード（英語版） - 脚本家・プロデューサー
- オーウェン・ロイズマン - 撮影監督
- ラスター・ベイレス - 衣装デザイナー
- グレイ・フレデリクソン（英語版） - プロデューサー
- ロバート・ダルヴァ - 映画編集者
- ニシェル・ニコルズ - 女優
- エドワード・R・プレスマン - プロデューサー
- ダグラス・マクグラス - 脚本家・映画監督・俳優
- ジュリア・ライヒェルト（英語版） - プロデューサー・ディレクター
- エディ・ランドウ（英語版） - プロデューサー・エグゼクティブ
- マイク・モーダー - 助監督・プロデューサー
- ジャン＝リュック・ゴダール - 映画監督・脚本家
- ラルフ・エグルストン（英語版） - アニメーター・美術デザイナー
- マーヴィン・マーチ（英語版） - 舞台装飾家
- バート・バカラック - 作曲家
- ニック・ボサストウ - プロデューサー
- クレイトン・ピニー - 特殊効果アーティスト
- シモーヌ・バー - キャスティングディレクター
- ドン・キャンバーン（英語版） - 映画編集者
- トム・ウィットロック（英語版） - 作詞家
- アマンダ・マッキー（英語版） - キャスティングディレクター
- アンジェラ・ランズベリー - 女優
- ウォルフガング・ペーターゼン - 映画監督・脚本・プロデューサー
- ジョン・ダーティグ - パブリシティ エグゼクティブ
- バーニー・マティソン - アニメーター
- マウリツィオ・シルヴィ（英語版） - メイクアップアーティスト
- ジャック・ペラン - 俳優・プロデューサー・映画監督
- メアリー・アリス（英語版） - 女優
- ジーナ・ロロブリジーダ - 女優
- カール・ベル - アニメーター
- ダグラス・カークランド（英語版） - 写真家
- ヴァンゲリス - 作曲家・映画音楽家
- ジェームズ・カーン - 俳優・プロデューサー
- ラクエル・ウェルチ - 女優
- ウォルター・ミリッシュ - プロデューサー・映画芸術科学アカデミー元会長

Deadlineはチャールビ・ディーン、アン・ヘッシュ、トム・サイズモア、ポール・ソルヴィノ、チャイム・トポルが含まれていないと指摘したが、映画芸術科学アカデミーは授賞式前に「デジタル雑誌のA.frameに200人以上の映画製作者、アーティスト、経営者を称える」と述べていたことを明かしている。

## 不祥事
主演女優賞にノミネートされていたアンドレア・ライズボローの友人がアカデミー会員になっている者を含む役者仲間を集めて試写会を行ったほか、SNS（Instagram）を通じてライズボローへの投票を呼び掛けていたことが後日判明し、批判された。この事を受けて、映画芸術科学アカデミーは私的イベントやSNS上での資金提供や支持表明などを禁止することを発表した。